# Scoliorhapis
Scoliorhapis is een geslacht van zeekomkommers uit de familie Chiridotidae. De wetenschappelijke naam van het geslacht werd in 1946 voorgesteld door Hubert Lyman Clark.

## Soorten
- Scoliorhapis biopearli O'Loughlin & VandenSpiegel, 2010
- Scoliorhapis dianthus Solis-Marin, Komatsu, Soliman, Uchida, Shimotani, Nozaki, 2014
- Scoliorhapis lindbergi (D'yakonov, 1958)
- Scoliorhapis massini O'Loughlin & VandenSpiegel, 2010
- Scoliorhapis theelii (Heding, 1928)